# Le Facteur de Saint-Tropez
Le Facteur de Saint-Tropez is een Franse komische film uit 1985 geregisseerd door Richard Balducci.

## Verhaal
Een ecologische postbode en zijn vriend, een adjudant van de plaatselijke gendarmerie, binden de strijd aan tegen de vervuiling van hun woonstad Saint-Tropez.
Hierbij komt ook nog eens dat de burgemeester via een scrupuleuze minister een casino wil laten bouwen.
Tussen beide partijen volgt een oorlog waarin alles is toegestaan. De postbode, gendarme en andere ecologen komen al snel tot de conclusie dat het geld de meeste macht heeft.

## Rolverdeling
| Acteur               | Personage             | Opmerking                        |
| -------------------- | --------------------- | -------------------------------- |
| Paul Préboist        | Robin Bellefeuille    | postbode                         |
| Marion Game          | Chantal Sagazan       | burgemeester                     |
| Henri Genès          | Antonin Ficelle       | adjudant van de gendarmerie      |
| Michel Galabru       | Charles de Lespinasse | gedeputeerde van de burgemeester |
| Manuel Gélin         | Julien                |                                  |
| Sabrina Belleval     | Julia                 |                                  |
| France Rumilly       | zuster Clotilde       |                                  |
| Carlo Nell           | Roland                |                                  |
| Nathalie Kowska      | Nicole Sagazan        |                                  |
| Brigitte Borghese    | Hélène de Lespinasse  |                                  |
| Manault Didier       | Isabelle              |                                  |
| Sophie Mejean        | Jeanine               |                                  |
| Françoise Blanchard  | Maria Ficelle         |                                  |
| Brigitte Chamak      | Anne-Marie            |                                  |
| Jean-Pierre Récamier | Capucci               |                                  |
| Jean-Marie Vauclin   | Patrick               |                                  |
| Daniel Darnault      | Léon                  |                                  |

## Trivia
- Le facteur de Saint-Tropez behoort niet tot de bekende filmreeks met Louis de Funès die gaat over de gendarmerie van Saint-Tropez.
- Ondanks het vorige punt is het personage zuster Clotilde, gespeeld door France Rumilly, wel aanwezig in een korte scène. Zuster Clotilde komt oorspronkelijk uit de film Le Gendarme de Saint-Tropez waar ze met haar 2CV de wegen onveilig maakt.  Ook in de andere films van de "le Gendarme"-reeks is ze in deze rol te zien.
- Acteur Michel Galabru speelde in de "le gendarme"-reeks de rol van adjudant Jérôme Gerber.  In "Le facteur de Saint-Tropez" speelt hij als Charles de Lespinasse, de gedeputeerde van de burgemeester, een ander personage.